# Шоу 90-х
Шоу 90-х (англ. That '90s Show) — американський телевізійний підлітковий ситком та продовження серіалу Шоу 70-х. Події розгортаються влітку 1995 року, у серіалі з'являються персонажі та локації, знайомі глядачам з оригінального серіалу. Прем'єра відбулася на Netflix 19 січня 2023 року. У лютому 2023 року серіал було продовжено на другий сезон.

## Сюжет
У центрі серіалу — Лея Форман, донька Еріка Формана та Донни Пінчіотті, яка будує стосунки з іншими підлітками, проводячи літо 1995 року зі своїми дідусем Редом і бабусею Кітті в Пойнт-Плейс, штат Вісконсін, через 15 років після подій Шоу 70-х.

## Акторський склад

### Головні ролі
- Дебра Джо Рапп — Кітті Форман, бабуся Леї по батьковій лінії
- Кертвуд Сміт — Ред Форман, дідусь Леї по батьковій лінії
- Каллі Хаверда в ролі Леї Форман, розумної дівчинки-підлітка, яка жадає пригод і є донькою Еріка Формана та Донни Пінчіотті з оригінального серіалу. Названа на честь Леї Органи.
- Ешлі Ауфдерхайд — Гвен Ранк, послідовниця руху Riot grrrl, бунтарка з відданим серцем
- Мейс Коронель у ролі Джея Келсо, чарівного, кокетливого молодого відеооператора, любовного інтересу Леї, сина Майкла Келсо та Джекі Беркхарт
- Рейн Дой у ролі Оззі, проникливого підлітка, який є відкритим геєм
- Сем Морелос у ролі Ніккі, амбітної та розумної дівчини Нейта
- Максвелл Ейсі Донован — Нейт Ранк, спокійний і веселий старший зведений брат Гвен і хлопець Ніккі

### Епізодичні ролі
- Андреа Андерс — Шеррі Ранк, нова сусідка Форманів і мати Гвен і Нейта, яка перебуває у стосунках із Фезом
- Лаура Препон — Донна Форман, мати Леї, дружина Еріка та письменниця
- Вілмер Вальдеррама в ролі Феза, популярного перукаря

### Запрошені зірки
- Тофер Грейс — Ерік Форман, батько Леї та професор релігії у всесвіті Зоряних Війн
- Міла Куніс у ролі Джекі Буркхарт, матері Джея та дружини Келсо
- Ештон Кутчер — Майкл Келсо, батько Джея та чоловік Джекі
- Томмі Чонг — Лео Чінгкваке, місцевий хіпі з Пойнт Плейс, який дружив з персонажами оригінального серіалу[5]
- Дон Старк — Боб Пінчотті,[6] дід Леї по материнській лінії
- Брайан Остін Грін у ролі Брайана Остіна Гріна, вигаданій версії його самого, заснованій на персонажі Девіда Сільвера в Беверлі-Хіллз, 90210
- Джим Раш у ролі Фентона, колишнього орендодавця Феза в оригінальному серіалі, а тепер орендодавець Шеррі

## Зйомки
Ситком That '70s Show транслювався на Fox протягом восьми сезонів з 1998 по 2006 рік, зосереджуючись навколо життя групи підлітків з 1976 по 1979 рік. Шоу здобуло додаткову популярність після свого завершення завдяки його доступності на Netflix, перед тим як покинути платформу у вересні 2020 року
У жовтні 2021 року Netflix оголосив про спін-офф серіалу під назвою «That '90s Show», у якому Кертвуд Сміт і Дебра Джо Рапп повернуться до своїх ролей Реда та Кітті Форман відповідно. Виробництвом займається The Carsey-Werner Company, Ґрегг Меттлер виступає шоуранером, а Бонні Тернер, Террі Тернер, їх донька Ліндсі Тернер, Марсі Карсі, Том Вернер, Сміт і Рапп як виконавчі продюсери.
Було замовлено десять епізодів, і серіал, як і в оригіналі, мав багатокамерний формат. Шоу було знято з живою аудиторією в студії Sunset Bronson Studios у Лос-Анджелесі з 7 лютого по 21 липня 2022 року
У лютому 2022 року Каллі Хаверда, Ешлі Ауфдерхайд, Мейс Коронел, Максвелл Ейсі Донован, Рейн Дой та Сем Морелос приєдналися до акторського складу як головний акторський склад серіалу. Також повідомлялося, що Тофер Грейс, Лаура Препон, Міла Куніс, Ештон Кутчер і Вілмер Вальдеррама з'являться в епізодичних ролях. Очікувалося, що Денні Мастерсон не з'явиться через висунуті проти нього звинувачення та незавершений кримінальний процес; Зрештою Мастерсон не з'явився, а його персонаж Стівен Гайд просто не згадувався в серіалі. Виробництво було розпочато 6 лютого 2022. 30 квітня 2022 року було оголошено, що Грейс, Препон, Куніс, Катчер і Вальдеррама повернуться гостями. 3 лютого 2023 року Netflix погодив продовження серіалу на другий сезон з 16 епізодами.
Зйомки другого сезону заплановані на період з травня по вересень 2023 року

## Випуск
Перший сезон «That '90s Show» вийшов на Netflix 19 січня 2023 року.

## Відгуки

### Аудиторія
Під час дебютного тижня «That '90s Show» зайняв п'яте місце в рейтингу 10 найкращих англомовних телесеріалів Netflix лише через три дні після виходу з 41,08 мільйона годин перегляду. Наступного тижня серіал досяг четвертого місця та зібрав додатково 26,25 мільйонів годин перегляду.

### Критика
На веб-сайті агрегатора рецензій Rotten Tomatoes рейтинг схвалення серіалу становить 76 % на основі 49 відгуків критиків із середнім рейтингом 6,4/10. Критичний консенсус веб-сайту звучить так: «Цей гідний сиквел до оригінального серіалу може потребувати трохи часу, аби знайти свій власний ритм, але вівн все одно викликає поважну кількість теплого ностальгічного сміху». Metacritic, який використовує середньозважену оцінку, поставив оцінку 58 зі 100 на основі 21 відгука, вказуючи на «змішані або середні відгуки».
Енджі Хан з The Hollywood Reporter написала: «That '90s Show не має нічого більш амбітного, ніж просто відтворити стриманий шарм свого попередника. Але він вражає ціль з достатньою впевненістю та послідовністю, аби згодом знайти своє власне місце». Стів Ґрін з IndieWire назвав цей серіал «кращим, ніж очікувалось», вихваляючи «легкий» зв'язок нового акторського складу та гру Сміта й Рапп. Брайан Лоурі з CNN назвав серіал ностальгічним; Люсі Менган із The Guardian знайшла його досить симпатичним і ностальгічним.
Мануель Бетанкур з The AV Club поставив серіалу B і сказав: «Якщо ви виросли, дивлячись „That '70s Show“, ви, ймовірно, не зможете оцінити, чи працює „That '90s Show“ самостійно. Можливо, не може. А може навіть і не хоче». Алан Сепінволл у колонці для Rolling Stone висловив сумнів, що підхід із кількома камерами зможе знайти аудиторію в епоху стримингу; Ветеран Chicago Sun-Times Річард Ропер оцінив серіал у дві зірки з чотирьох і описав його як «трохи нестандартний, інколи смішний, і здебільшого милий; загалом звичайний серіал, який швидко забувається».